# Garcinia fagraeoides
Espèce
Garcinia fagraeoides est une espèce de plantes à fleurs de la famille des Clusiaceae.

## Répartition
Garcinia fagraeoides est une espèce de plantes endémique du Viêt Nam